# Rehber
 (mars 2025).
Si vous disposez d'ouvrages ou d'articles de référence ou si vous connaissez des sites web de qualité traitant du thème abordé ici, merci de compléter l'article en donnant les références utiles à sa vérifiabilité et en les liant à la section « Notes et références ».
Dans l'alévisme, rehber est un rang de Dede. Un Rehber assiste le Murshid (Dede), fournit de l'information aux nouveaux arrivants et les prépare à l'engagement sur la voie alévie ou Tariqat.